# 安物買いの銭失い
安物買いの銭失い（やすものがいのぜにうしない）は、江戸時代の日本からのことわざ。

## 概要
買い物を行う場合に安価な商品を買ったならば、その商品の品質が良くないために修理や買い替えをしなければならなくなることがあり、結局は高くついてしまうことがあるということを意味する。一般的には安く品物を買うことができたならば得をしたような気分になるものの、実際のところは安価な品物というのは品質が悪いケースが多いことから、その商品を買ってからのメンテナンスの費用がかさみ、かえって高くつくような場合のことも安物買いの銭失いという。

### 歴史
16世紀の日本で既に使われており当時には「安物の銭失い」といわれており、それから後の時代に安物買いの銭失いとなっている。
安物買いの銭失いは、江戸時代に誕生したとされる『江戸いろはかるた』の一句になっている。このことから江戸時代の日本でも安物を買うとかえって高くつくという戒めの言葉として知られていた。
歌舞伎の『梅雨小袖昔八丈』では、吉原下駄が安いため買ったのだが、買ったばかりの時に鼻緒が切れるという場面があり、ここで安物買いの銭失いとはこういうことなのであると述べられている。